# Opel HydroGen4
L’Opel HydroGen4 (également GM HydroGen4, HydroGen 4 by Opel; Chevrolet Equinox Fuel Cell aux États-Unis et Vauxhall HydroGen4 au Royaume-Uni) est un véhicule à pile à combustible qui a été présenté au Salon de l’automobile de Francfort-sur-le-Main en 2007. Le véhicule développé par General Motors (GM) et sa filiale Opel est basé sur le Chevrolet Equinox et est le successeur du véhicule à pile à combustible Opel HydroGen3, utilisé dans divers projets de démonstration dans le monde entier et basé sur l’Opel Zafira A.

## Technologie

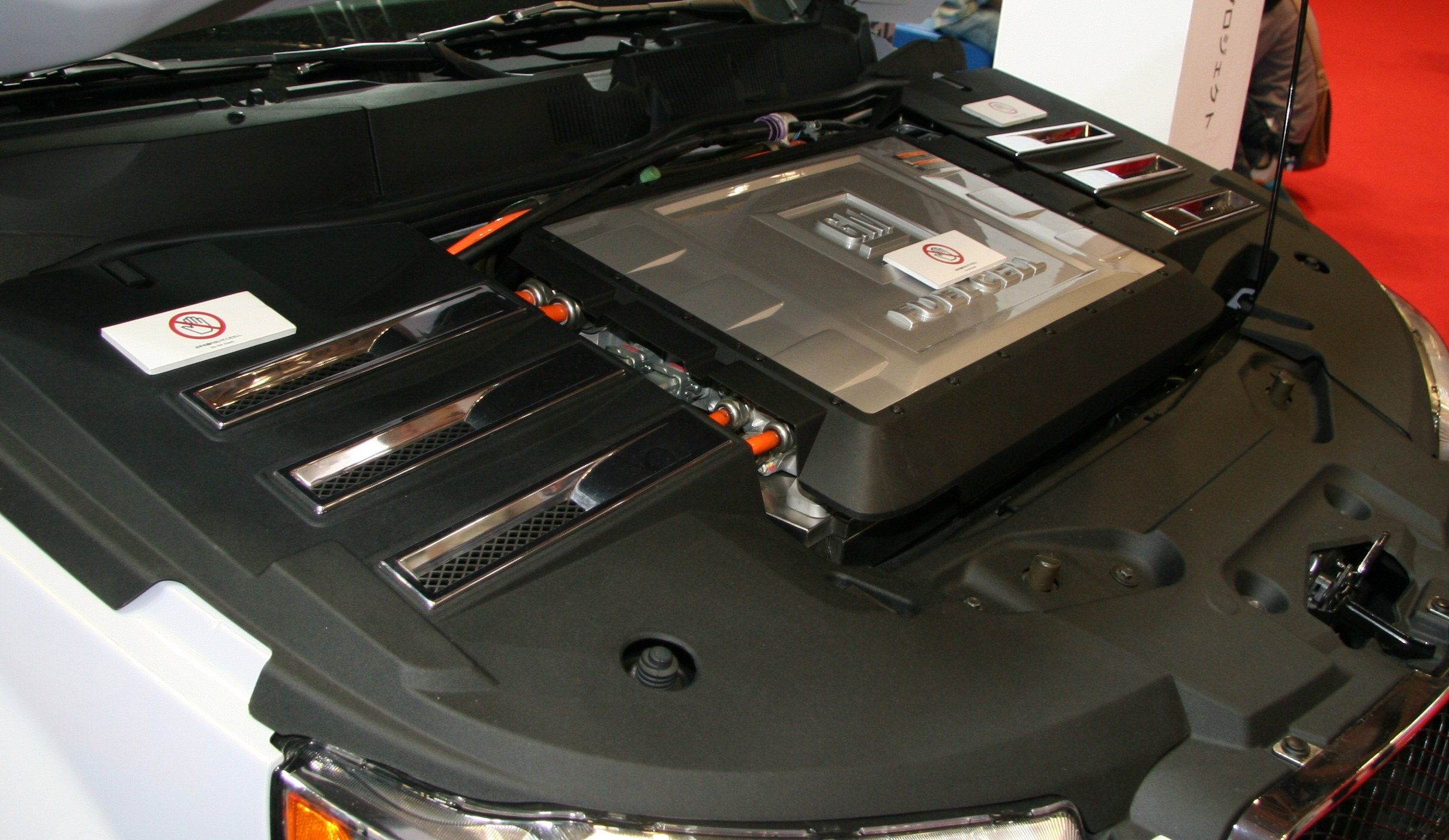
Vue sous le capot

L’unité d’entraînement est basée sur celle de l’étude Chevrolet Sequel de 2006. Le composant principal est une pile à combustible à membrane échangeuse de protons avec 440 cellules et une puissance de 93 kW fabriquée par General Motors. La pile à combustible Stack 2000 pèse 240 kg et a une densité de puissance de 1,44 kW/l ou 0,83 kW/kg. La température de travail est d’environ 80 °C,.
La transmission hybride contient comme stockage d’énergie un accumulateur nickel-hydrure métallique avec un contenu énergétique de 1,8 kWh et une puissance électrique de 35 kW et comme entraînement un moteur synchrone triphasé avec une puissance continue de 73 kW (100 ch) et un couple de 320 Nm. La puissance maximale du moteur est de 94 kW (128 ch). L’Opel HydroGen4 est équipé d’une traction avant, avec transmission de puissance via un train épicycloïdal. Cela signifie que l’HydroGen4 atteint une vitesse de pointe de 160 km/h et accélère de 0 à 100 km/h en 12 secondes.
Les trois réservoirs d’hydrogène en polymère renforcé de fibres de carbone contiennent au total 4,2 kg d’hydrogène à une pression de 700 bars, ce qui permet une autonomie d’environ 320 km, qui pouvait même être augmentée à 420 km grâce à l’optimisation du logiciel de contrôle lors du programme d’essai. La consommation est estimée à environ 1,3 kg aux cent kilomètres, mais des valeurs d’environ 0,9 kg/100 km ont été atteintes lors des tests de conduite. Le remplissage du réservoir avec de l’hydrogène pré-refroidi ne prend que 3 minutes.
Le véhicule est équipé d’une récupération d’énergie au freinage et de capteurs d’hydrogène à l’intérieur qui coupent le système en cas d’urgence. Le capot de l’Opel HydroGen4 est en composite de fibre de carbone pour gagner du poids, et les portes sont en aluminium.

## Utilisation
En 2007 et 2008, 170 véhicules ont été fabriqués, dont 119 ont été livrés à des clients dans quatre pays : États-Unis, Allemagne, Corée et Japon.
Aux États-Unis, les habitants du Michigan, du sud de la Californie et des régions de Washington et de New York ont pu postuler en ligne pour le programme de test Project Driveway. Les véhicules ont été livrés mi-2008. Les véhicules étaient également testés à Shanghai, Tokyo et Séoul. Le 22 février 2012, le United States Indo-Pacific Command a pris livraison de 16 Chevrolet Equinox à piles à combustible, qui ont été testés de manière approfondie à Hawaï. Selon GM, il s’agit de la première flotte militaire avec véhicules à pile à combustible au monde.
Le 26 novembre 2008, les 10 unités de l’HydroGen4 du projet de démonstration pour le Clean Energy Partnership (CEP) ont été présentées à Berlin. Les sociétés partenaires opérationnelles comprennent l’ADAC, Allianz, Coca-Cola, Hilton, Linde, Schindler, Axel Springer, Total et Veolia. E-Plus, 3M et - depuis juin 2010 - IKEA (Berlin-Tempelhof) participent également au projet. En 2012, un autre HydroGen4 a été livré à la Chancellerie d’État de Hesse, également dans le cadre du CEP.
En 2009, les véhicules de la flotte d’essai avaient parcouru un million de miles (1,6 million de kilomètres). À la mi-2012, 119 unités étaient en service test. À ce moment-là, ils avaient parcouru au total plus de 2,5 millions de miles (4 millions de kilomètres),. En mai 2014, les 119 véhicules avaient parcouru au total plus de trois millions de miles (4,8 millions de kilomètres).